# Instituto Histórico do Minho

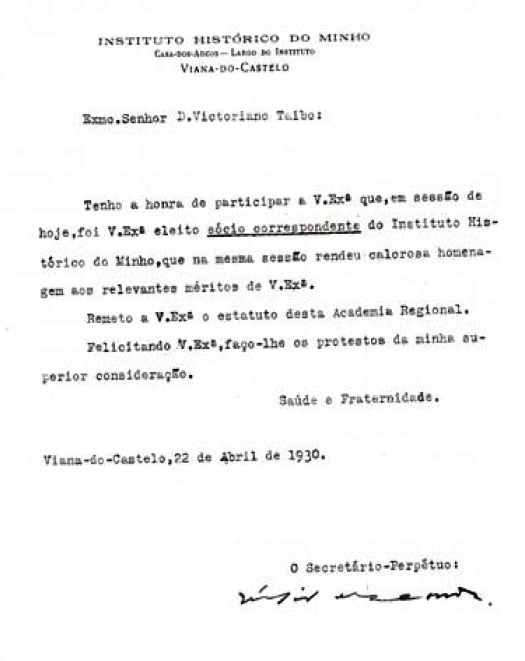
Carta do IHM a Victoriano Taibo, 1930.

Instituto Histórico do Minho (1916 — 1939) foi uma instituição académica, uma «academia regional», fundado em 17 de julho de 1916, como instituto dependente da Academia de Ciências de Lisboa, com a finalidade de investigar, coordenar e difundir estudos históricos respeitantes à província do Minho. Fundado por iniciativa de Júlio de Lemos, que foi seu secretário perpétuo, foi extinto em 1939.

## Descrição
Realizou diversos eventos culturais, editou diversas publicações e estabeleceu fecundo intercâmbio cultural com a Galiza. A sua sede estava instalada na Casa dos Arcos ou Casa de João Velho, no antigo Largo da Matriz, em Viana do Castelo, que, em 1922, passou a chamar-se Largo do Instituto Histórico do Minho. Quando suspendeu as atividades, a 22 de julho de 1939, tinha 354 sócios, sendo 280 nacionais e 73 estrangeiros.